# Valkininkai

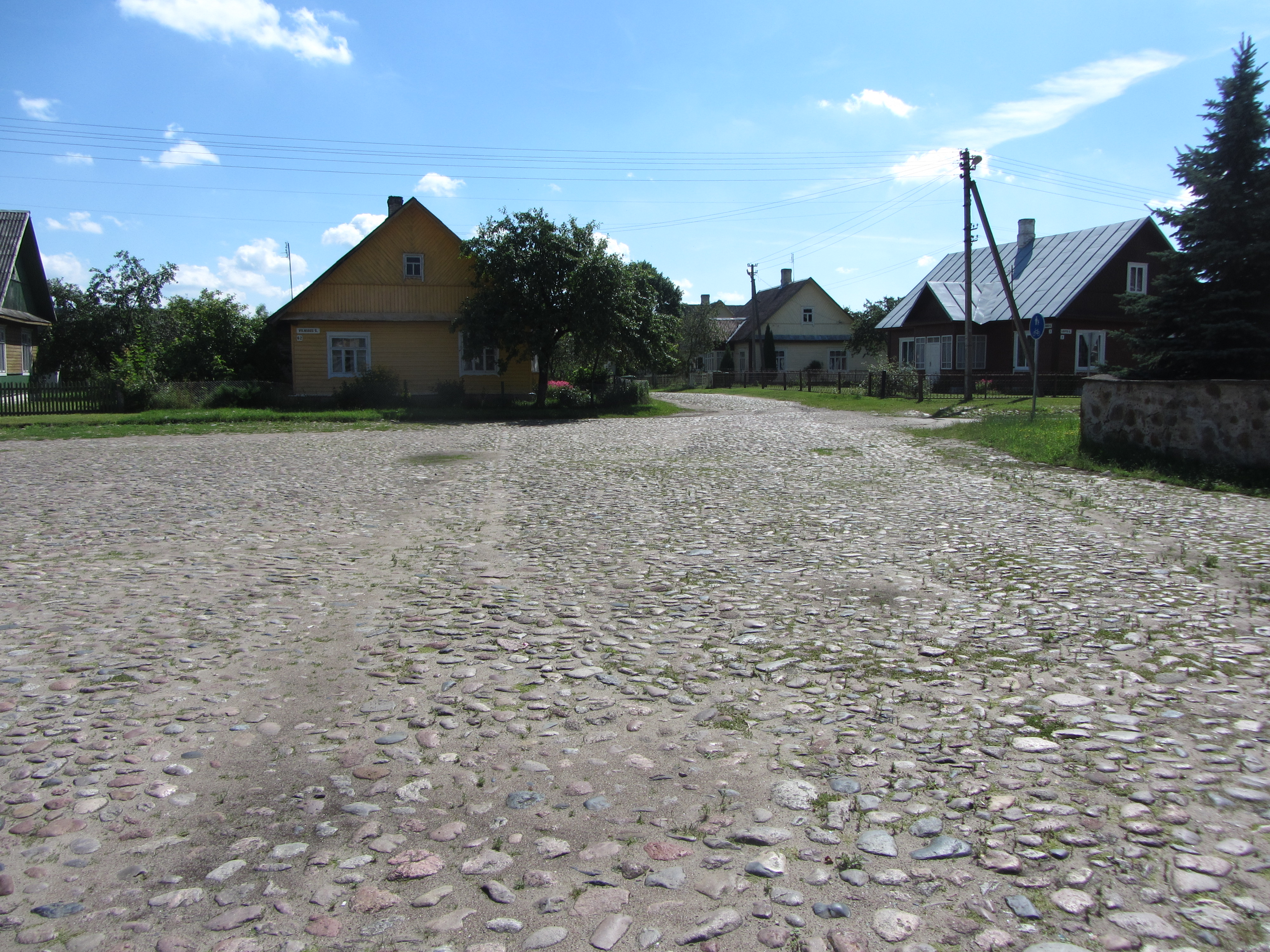
Het centrale plein in de stad

Valkininkai (Pools: Olkieniki) is een plaats in de gemeente Varėna in het Litouwse district Alytus, en ligt aan de rivier de Merkys ruim 50 km ten zuidwesten van Vilnius. De plaats telde in 2011 229 inwoners. In de plaats is een bibliotheek, een supermarkt en een postkantoor. De middelbare school ligt aan de andere kant van de Merkys, in het buurdorp Užuperkasis.
Valkininkai kenmerkt zich door de Litouwse houten architectuur: De indeling van het centrale plein (de ruimtelijke samenstelling, lay-out van gebouwen, hun schaal, bestrating) werd in de 16e eeuw gecreëerd en de huidige vorm ontstond in de 19e eeuw. het is een stad met een helder radiaal plan, vergelijkbaar met de indeling van het oude stadsplein in Vilnius.

## Geschiedenis
Valkininkai werd voor het eerst genoemd in een brief van grootvorst Jogaila aan zijn broer Skirgaila in 1387. De nederzetting ontwikkelde zich op een (inmiddels aan het land vastgegroeid) eiland in de Merkys. DE plaats lag op de route Vilnius - Varėna-Grodno, en groeide aan belang door de Unie van Krevo, vanwege het belang van de verdere verbinding van Grodno naar de toenmalige Poolse hoofdstad Kraków. Er was een landgoed met jachtslot van de Groothertogen, geschonken door Vytautas de Grote aan zijn vrouw Juliana Olhanska in 1418. In 1503 werd de stad genoemd als een zetel van een volost. In 1516 ontving koning Sigismund I van Polen er de koning van Spanje Karel de Vijfde, de latere keizer van het Heilige Roomse Rijk.
In 1551 werd er een kanongieterij gebouwd, aangedreven door een watermolen, die gezien werd voor de start van de groei van de stad. De benodigde ijzererts werden gewonnen vanuit de omliggende moerassen en ingevoerd van elders. Tijdens de Włok-landhervorming (Włok is een oude Poolse opperlaktemaat) kregen ambachtslieden stukjes land buiten de stad. Ze vestigden zich in plaatsjes die vaak naar hun ambacht genoemd werden, zoals Čebatoriai (schoenmakers), Puodžiai (ketelmakers), Kaniūkai (herbergiers), Juodieji Kalviai (smeden), Strielčiai (schutters).
Valkininkai leed vervolgens onder een reeks van oorlogen. De stad werd verwoest tijdens de Noordse Oorlog (1655-1660) en verloor driekwart van haar populatie. De koninklijke kanongieterij werd geplunderd en sloot haar deuren. In 1701, tijdens de Litouwse Burgeroorlog tussen de Sapieha-clan en andere oligarchen van het Grootvorstendom Litouwen, vond er een grote veldslag plaats vlak bij de stad. De stad krabbelde wat op, en groeide onder meer door de komst van de Joden. Zij bouwden een houten synagoge, met een drieledig dak, een vrouwengalerij en een lagere veranda en zijkant. Aan beide zijden van de veranda - piramidevormige torens. Er zaten geen pilaren in en de galerij was omringd door één galerij. Wel stond er een luifel ondersteund door acht Korinthische zuilen. De synagoge is afgebrand in 1941. De stad groeide via 800 inwoners in 1749 naar 949 inwoners (onder wie 273 Joden) in 1790. In 1812, tijdens de Veldtocht van Napoleon naar Rusland werd de stad opnieuw geruïneerd. De hongersnood die daarop volgde hield aan tot 1822. De aanleg van de spoorlijn van Warschau naar Sint Petersburg in 1862 zorgde opnieuw voor bloei. Het aantal inwoners groeide van 1516 in 1841 naar 2619 in 1897 (incl. 1126 Joden). Desalniettemin ging de industrialisatie traag: er vestigde een grote papierfabriek met 100 werknemers in de jaren '90, en in 1923 een terpentinefabriek die werk bood aan 10-15 mensen
Ondertussen kromp de bevolking tijdens de Eerste Wereldoorlog naar 1244 in 1919, waarna de Pools-Russische Oorlog van 1919-1921 nog volgde. Tijdens de Tweede Wereldoorlog, in 1944, werden er ca 400 Joodse mensen geëxecuteerd door het Duits-Litouwse doodseskader (Rollkommando) Hamann. Slechts 5 van hen overleefden de oorlog. Na de Tweede Wereldoorlog nam het belang van de plaats verder af, en daarmee het aantal inwoners

## Verkeer en vervoer
Valkininkai ligt direct naast de landelijke hoofdweg A4, die Vilnius verbindt met Druskininkai en Grodno. Deze weg is een tweebaans-80km-weg.
Valkininkai is met busdiensten ontsloten. Een treinstation ligt in het iets westelijker gelegen en grotere Nieuw-Valkininkai, aan de spoorlijn Vilnius-Varėna-Marcinkonis (voor 2000 verder doorrijdend naar Grodno).

## Bevolking
Valkininkai telde in 2011 229 inwoners, van wie 99 mannen en 130 vrouwen.
| Inwoners per jaar |        |
| Jaar              | Aantal |
| 1741              | ca 800 |
| 1790              | 949    |
| 1841              | 1516   |
| 1867              | 1971   |
| 1897              | 2619   |
| 1919              | 1244   |
| 1970              | 309    |
| 1987              | 277    |
| 2001              | 238    |
| 2011              | 229    |